# Капетан Америка: Зимски војник
Капетан Америка: Зимски војник (енгл. Captain America: The Winter Soldier) амерички је научнофантастични суперхеројски филм из 2014. године, заснован на Марвеловом стрипу о суперхероју Капетану Америци и наставак је филма Капетан Америка: Први осветник (2011). Редитељи филма су Ентони и Џо Русо, а сценаристи Кристофер Маркус и Стивен Макфили по стрипу Капетан Америка Џоа Сајмона и Џека Кирбија. Продуцент филма је Кевин Фајги. Музику је компоновао Хенри Џекман. Ово је девети наставак у серији филмова из Марвеловог филмског универзума. У главним улогама су Крис Еванс, Скарлет Џохансон, Себастијан Стен, Ентони Маки, Коби Смалдерс, Френк Грило, Емили Ванкамп, Хејли Атвел, Роберт Редфорд и Самјуел Л. Џексон. Радња филма прати Капетана Америку, Црну удовицу и Сема Вилсона, који удруженим снагама покушавају да разоткрију заверу унутар организације Ш. И. Л. Д. и да пронађу убицу познатог под именом Зимски Војник. 
Маркус и Макфили су почели да пишу сценарио за овај филм у време изласка Првог осветника у јулу 2011. године. Сценарио је базиран на стриповима који су обухватали Зимског војника, а које је написао Ед Брубејкер, а филм је такође инспирисан фикцијом завере из 1970-их година као што је филм Три кондорова дана (1975). Филм истражује Ш. И. Л. Д., слично као што његов претходник истражује америчку војску, након што је приказано да Роџерс ради за ову агенцију у филму Осветници (2012). Браћа Русо су потписали за режију у јуну 2012, а кастинг је почео месец дана касније. Снимање је почело у априлу 2013. у Лос Анђелесу, након чега се преселило у Вашингтон и Кливленд. Режисери су користили практичне ефекте и интензивни рад каскадера, као и 2500 визуелних ефеката, креираних од стране шест компанија.
Светска премијера филма је одржана 13. марта 2014. године у Лос Анђелесу, док је у америчким биоскопима изашао 4. априла исте године. Капетан Америка: Зимски војник је наишао на позитиван пријем код критичара, а зарада од приказивања филма је била 714,4 милиона долара, што га чини седмим филмом по заради из 2014. године и био је номинован за награду Оскар у категорији за најбоље визуелне ефекте. Наставак под насловом Капетан Америка: Грађански рат, који су такође режирали браћа Русо, премијерно је приказан 2016. године.

## Радња
Две године након Битке за Њујорк, Стив Роџерс живи у Вашингтону где ради за међународну обавештајну агенцију, Ш.И.Л.Д. Још увек трудећи се да се навикне на живот у 21. веку, Роџерс одлази на мисију ослобађања талаца са Наташом Романов и Страјк тимом који води агент Рамлоу. Током мисије, Роџерс открива да је задатак Романове да извуче податке са рачунара летелице како би их предала Фјурију. Роџерс се враћа у Трискелион, седиште Ш.И.Л.Д.-а, где се суочава са Фјуријем. Фјури га упознаје са Пројектом Увид: планом да три хелиносача умрежена сателитима елиминишу потенцијалне претње. Сумњичав у садржај који му је Романова донела, Фјури одлучује да се обрати Александру Пирсу, Секретару унутрашње безбедности Сједињених Држава, са жељом да се Пројекат Увид одложи.
На путу до састанка са Маријом Хил, Фјурија напада непознати атентатор, познат као Зимски војник. Фјури уточиште налази у Роџерсовом стану и упозорава га да је Ш.И.Л.Д. компромитован. Пре него успе да преда флеш меморију Роџерсу, Фјури је погођен. Током операције, Фјури је проглашен мртвим. Хилова преузима тело свог надређеног и пријатеља. Пирс позива Роџерса у Трискелион и тражи податке које му је Фјури предао, што Роџерс одбија. Пирс организује потеру за Роџерсом који бежи код Романове. Пратећи трагове са флеша, Романова и Роџерс откривају тајну базу у Њу Џерсију где налазе суперрачунар. Активацијом суперрачунара, њима се обраћа доктор Арним Зола који им открива да је, још од настанка, Ш.И.Л.Д. компромитован бројним сарадницима Хидре који су дошли високо у хијерархији Ш.И.Л.Д.-а. Припадници Хидре унутар агенције изазивали су контролисан хаос у свету како би се људи одрицали све више слободе зарад безбедности. Роџерс и Романова једва успеју да преживе напад беспилотног дрона који је активиран након Золиног говора.
Схвативши да је Пирс лидер Хидре унутар Ш.И.Л.Д.-а, двојац тражи помоћ од Сема Вилсона, падобранца Ваздухопловства Сједињених Држава, који има „Фалкон” крила Старкове производње. Тим схвата да је Џаспер Ситвел кртица унутар агенције и приморају га да им открије шта је циљ Пројекта Увид. Пројекат Увид омогућиће скенирање читаве планете, док ће рачунари процењивати могуће претње по Хидру, које ће притом елиминисати. Тим је заскочен од стране Зимског војника, који убије Ситвела. Током борбе, Роџерс схвата да је Зимски војник његов пријатељ из детињства, Баки Барнс, који је преживео несрећу из воза. Хилова успева да избави Романову, Роџерса и Вилсона, одводи их у сигурну кућу где је и Фјури, који је лажирао своју смрт. Они кују план да замене чипове на хелиносачима како би онемогућили рад Пројекта Увид.
Након што чланову Светског мировног савета дођу на хелиносач, Роџерс емитује поруку запосленима у Трискелиону, обавештавајући их да је Ш.И.Л.Д. компромитован и да морају бити опрезни коме верују. Романова, прерушена у члана Савета, разоружа Пирса. Фјури приморава Пирса да откључа тајна документа и тиме изнесе у јавност операције које је Хидра урадила под окриљем Ш.И.Л.Д.-а. Фјури убија Пирса који покуша да се извуче. Роџерс и Вилсон успеју да промене чипове на два хелиносача, али се сукобе са Зимским војником на трећем. Вилсона напада Рамлоу, двоструки агент Хидре. Роџерс одбија напад свог некадашњег пријатеља и омогућава Хил да преузме контролу над хелиносачима. Хелиносач на ком се налазе Роџерс и Барнс пада у реку Потомак. Барнс извлачи Роџерса из реке и оставља га на обали. Падом Ш.И.Л.Д.-а, Романова одлази у Сенат да би дала изјаву о дешавањима у Трискелиону. Роџерс и Вилсон крећу у потрагу за Барнсом. Фјури, наводно мртав, одлази у Источну Европу како би разбио преостале Хидрине ћелије.
У завршним сценама: Барон фон Стракер најављује еру чуда у једној од Хидриних лабораторија док истражује енергијом испуњен скиптар; два субјекта Стракерових истраживања приказују моћ супербрзине и телекинезе; Барнс посећује Смитсонијан Институт и своју личну меморијалну изложбу.

## Улоге
| Глумац            | Улога                          |
| ----------------- | ------------------------------ |
| Крис Еванс        | Стив Роџерс / Капетан Америка  |
| Самјуел Л. Џексон | Ник Фјури                      |
| Скарлет Џохансон  | Наташа Романова / Црна удовица |
| Роберт Редфорд    | Александар Пирс                |
| Себастијан Стен   | Баки Барнс / Зимски Војник     |
| Ентони Маки       | Сем Вилсон / Фалкон            |
| Коби Смалдерс     | Марија Хил                     |
| Френк Грило       | Брок Рамлоу                    |
| Емили Ванкамп     | Шерон Картер / Агент 13        |